# Nhóc Nicolas
Nhóc Nicolas (tiếng Pháp: Le Petit Nicolas) là một loạt truyện thiếu nhi do René Goscinny sáng tác và Jeanhọa từ năm 1959 với nội dung là những truyện kể của cậu bé Nicolas về cuộc sống thường ngày, về bạn bè và gia đình. Các câu chuyện dí dỏm, hài hước nhưng cũng đậm chất nhân văn của Nhóc Nicolas đã giúp bộ truyện trở thành một trong những tác phẩm văn học thiếu nhi của Pháp được biết đến rộng rãi nhất trên thế giới.

## Lịch sử xuất bản
Nhóc Nicolas, một tác phẩm do René Goscinny sáng tác và Jean-Jacques Sempé minh họa, xuất hiện lần đầu vào năm 1959 trên tờ Sud Ouest Dimanche và tạp chí truyện tranh Pilote. Bộ truyện bao gồm nhiều truyện ngắn qua lời kể của cậu bé Nicolas với nội dung xoay quanh cuộc sống gia đình, trường học và bạn bè của cậu. Bối cảnh chung của bộ truyện là xã hội nước Pháp những năm 1950 vốn vẫn đang trong quá trình hồi phục sau Thế chiến thứ hai dưới cái nhìn trẻ con của Nicolas và giọng văn hài hước, sáng tạo của Goscinny. Tác phẩm cũng được minh họa bởi những hình vẽ sinh động do họa sĩ Sempé sáng tác. Tập Le Petit Nicolas et les copains (Nhóc Nicolas và các bạn) xuất bản năm 1963 đã giúp Goscinny và Sempé giành giải Alphonse Allais cho tác phẩm hài hước xuất sắc nhất năm của văn học Pháp.
Gần 30 năm sau khi René Goscinny qua đời (năm 1977), con gái của René là Anne Goscinny cùng Jean-Jacques Sempé đã cho xuất bản hai tập truyện mới của Nhóc Nicolas lấy tên Nhóc Nicolas: Những chuyện chưa kể (Histoires inédites du Petit Nicolas) với hai tập phát hành vào các năm 2004 và 2006 gồm những truyện từng xuất hiện trên báo nhưng chưa từng được xuất bản thành sách trước đó. Vào tháng 9 năm 2009, nhân kỉ niệm 50 năm ngày ra đời của tác phẩm, một bộ phim cùng tên chuyển thể từ Nhóc Nicolas đã được phát hành vào tháng 9 năm 2009.
Các tập truyện thuộc loạt Nhóc Nicolas đã được phát hành gồm:
- Le Petit Nicolas (Nhóc Nicolas, 1960, 19 truyện)
- Les Récrés du Petit Nicolas (Những giờ nghỉ của Nhóc Nicolas, 1961, 17 truyện)
- Les Vacances du petit Nicolas (Những kì nghỉ của Nhóc Nicolas, 1962, 18 truyện)
- Le Petit Nicolas et les copains (Nhóc Nicolas và các bạn, 1963, 16 truyện)
- Joachim a des ennuis (Những buồn phiền của Joachim, 1964, 16 truyện)
  - Được đổi tên thành Le Petit Nicolas a des ennuis (Những buồn phiền của Nhóc Nicolas) từ lần xuất bản 1993
- Histoires inédites du Petit Nicolas (Nhóc Nicolas: Những chuyện chưa kể) gồm 2 tập:
  - Tập 1:"Nhóc Nicolas: Những chuyện chưa kể" xuất bản năm 2004 với 80 truyện
  - Tập 2:"Nhóc Nicolas: Những chuyện chưa kể 2"xuất bản năm 2006 với 45 truyện
  - Tập 3:"Nhóc Nicolas: Những chuyện chưa kể 3"xuất bản năm 2007 với 45 truyện
  - Tập 4:"Nhóc Nicolas Quả bóng và những chuyện chua kể khác"xuất bản 2009 với 10 truyện

1. ↑  "Le Petit Nicolas a 50 ans..." Europe 1. Bản gốc lưu trữ ngày 25 tháng 1 năm 2009. Truy cập ngày 9 tháng 2 năm 2009.
2. ↑  Olivier Delcroix. "Le visage du Petit Nicolas au cinéma". Le Figaro.

Năm 2007, tập truyện nhại theo Nhóc Nicolas với tựa đề Le Petit Nicolas, Ségolène et les copains (Nhóc Nicolas, Ségolène và các bạn) đã được xuất bản với mục đích châm biếm các nhà chính trị của Pháp đương thời như Nicolas Sarkozy (người có cùng tên với Nhóc Nicolas) hay Ségolène Royal. Hai tác giả của tập truyện này cũng lấy bút danh nhại theo Goscinny và Sempé là "Gospé" (Mario Alberti) và "Sempinny". Sau khi Nicolas Sarkozy đắc cử Tổng thống Pháp, một tập truyện mới lấy nhan đề Le Petit Nicolas à l'Elysée (Nhóc Nicolas ở Điện Elysée) cũng được ấn hành cuối năm 2007, tiếp theo là Nicolas a de petits ennuis (Nicolas có những buồn phiền nhỏ) ấn hành tháng 11 năm 2008.

## Các nhân vật trong truyện
Gia đình Nicolas
- Nicolas: Nhân vật chính của truyện và là nhân vật kể chuyện. Cậu là một cậu bé vui tính, tốt bụng, nghịch ngợm và thường làm cho người khác phải nổi nóng vì những trò nghịch dại của mình.
- Mẹ Nicolas: Rất yêu thương gia đình, cho dù bà luôn phàn nàn về Nicolas và rất nhiều lần cãi nhau với chồng của mình, đến mức bảo rằng sẽ đi về nhà mẹ đẻ. Bà rất cẩn thận và nấu ăn ngon.
- Cha Nicolas: Thường gặp nhiều khó khăn trong công việc ở cơ quan. Ông rất thích đọc báo và nghe đài. Rất yêu quý vợ con cho dù nhiều lúc hay mắng con và hay cãi nhau với vợ.
- Bà Mémé: Bà ngoại của Nicolas. Rất là hiền và thích chiều chuộng Nicolas. Bà thường cãi nhau với cha Nicolas mỗi khi lên nhà Nicolas chơi.
- Chú Eugène: Em trai của ba Nicolas. Chú rất hài hước và thích trêu chọc người khác.
- Cô Dorothée: Người già nhất và luôn cáu kỉnh với mọi người.
- Chú Casimir: Người chả biết thế nào là ăn to nói lớn. Chồng của dì Mathilde.
- Dì Mathilde: Một người nói luôn mồm.
- Eloi: Anh họ của Nicolas, con trai của chú Casimir và dì Mathilde. Lớn hơn Nicolas một tẹo và cũng nghịch ngợm chẳng kém.
- Cô Martine: Em họ của mẹ, một người rất chi là xinh.
- Chú Sylvain: Chú của Nicolas.
- Dì Amélie: Người lúc nào cũng ốm, dì đã làm hàng tá các cuộc phẫu thuật và lúc nào cũng thành công một cách kỳ lạ.
- Roch và Lambert: Em họ của Nicolas, nhỏ hơn Nicolas và là một cặp sinh đôi. Con trai của dì Amélie.
- Clarisse: Em họ của Nicolas và rất nhát. Chị của Roch và Lambert, và là con gái của dì Amélie.

Bạn bè Nicolas
- Alceste: Người bạn thân nhất của Nicolas. Rất béo và hay ăn luôn mồm.
- Clotaire: Người luôn đội sổ của lớp. Cậu vụng về nhưng cũng rất tốt bụng.
- Eudes: Cậu rất khoẻ và thích đấm vào mũi người khác.
- Geoffroy: Có một người cha rất giàu có, và thường được mua cho rất nhiều thứ khiến người khác phải ghen tị.
- Joachim: Cậu vừa có 1 đứa em trai. Rất thích chơi bi và chơi trò này cũng rất giỏi.
- Agnan: Cậu bé rất nghiêm túc, lúc nào cũng đứng đầu lớp và là "con cưng" của cô giáo. Mọi người trong lớp ghét cậu vì cậu hay mách lẻo và rất mít ướt.
- Maixent: Cậu có hai đầu gối vừa to vừa bẩn.
- Rufus: Cha cậu là cảnh sát và cậu rất tự hào về bố cậu. Có một chiếc còi cảnh sát mà bố cậu tặng cho.

Thầy cô giáo
- Cô giáo: Là một người rất hiền và dịu dàng khi học sinh không bày trò quá mức.
- Thầy hiệu trưởng: Người luôn đe nẹt một cách nghiêm khắc các học sinh của mình nếu chúng phạm lỗi.
- Thầy Dubon hay thầy "Nước Lèo": Thầy giám thị của trường. Rất nghiêm khắc, đặc biệt là khi các học sinh giở trò quậy phá. Thầy có biệt danh là Nước Lèo vì khi mắng học trò, thầy thường nói câu: "Hãy nhìn thẳng vào mắt thầy đây" khiến Nicolas và các bạn liên tưởng đến bong bóng nổi lên trong nồi nước lèo
- Thầy Mouchabière: Một thầy giám thị khác ở trường. Trẻ hơn thầy Nước Lèo và cũng nghiêm khắc chẳng kém.

## Bản dịch tiếng Việt
Trong số những tập truyện thuộc loạt sách này, Histoires inédites du Petit Nicolas đã được dịch ra tiếng Việt với tựa đề Nhóc Nicolas: Những chuyện chưa kể, tập 1 do Hương Lan dịch, tập 2 do Trác Phong dịch, do Nhà xuất bản Hội Nhà văn và công ty Nhã Nam xuất bản lần lượt vào năm 2006 và 2008.